# Gabriel Soto
Gabriel Soto Diaz (Mexikóváros, 1975. április 17. –) mexikói színész.

## Élete
Gabriel Soto, akit barátai „Gabo”-nak becéznek, 18 évesen kezdett modellkedni, miután a Mr. Világ elnevezésű versenyen Isztambulban, Törökországban elnyerte a második helyezést 1996-ban. Modellként az első nagy cég, amelynek dolgozott, a Hugo Boss volt. Az 1996-os „Mexikó modellje” elnevezésű versenyen aratott diadalától kezdve karrierje felfelé ívelt.
1997-ben csatlakozott az Eduardo Verástegui nevével fémjelzett Kairo elnevezésű bandához, akikkel két albumot jelentettek meg: a Libres („Szabadok”) és a Pasiones („Szenvedélyek”) címűt. Több telenovellában is szerepet kapott, ahol csekély tapasztalata ellenére sikerült meggyőznie a publikumot és a kritikusokat tehetségéről.
Első szerepe a Mi querida Isabel („Drága Isabelem”) című sorozatban volt, majd ezt követte az Alma rebelde („Lázadó lélek”), nálunk  Acapulco szépe, a Mi destino eres tú („Te vagy a végzetem”) és a Carita de ángel („Angyalarc”). 2001-ben érkezett el az a lehetőség, amely meghozta számára a sikert, nevezetesen Ulises „szörnyi” szerepe az Amigas y rivales („Barátnők és riválisok”) című Emilio Larrosa-produkcióban. Szerepe szerint csúnya volt ugyan, de a humora és gyengédsége miatt hamar elnyerte a közönség szeretetét. A szerep megváltoztatta Gabriel életét, a következő évben ugyanis megkapta az egyik meghatározó szereplő, Adolfo szerepét a Las vías del amor (A szerelem ösvényei) című sorozatban Aracely Arámbula mellett, melyet hazánkban is közel egy évig vetített a televízió. A várt siker nem maradt el, és tovább növelte a reményt a producerekben, miszerint Gabriel sokkal többre képes, mint egy egyszerű modell-színész. Szörnyi szerepével bebizonyította, hogy akár a külsejét is hajlandó feláldozni azért, hogy több életet vigyen játékába, ami ezáltal sokkal realisztikusabbá vált. Nem véletlen, hogy 2004-ben felajánlották neki a Mujer de madera („Kőszívű nő”) című sorozat főszerepét Edith González és Jaime Camil partnereként. A sorozat szintén nagy sikereket ért el, annak ellenére, hogy a főszereplőnőt a sorozat felénél Edithről Ana Patricia Rojóra cserélték. Gabriel karrierje továbbra is töretlenül ívelt fölfelé.
2006-ban a La verdad oculta („Eltitkolt igazság”) című sorozatban játszott a nálunk kevésbé ismert Galilea Montijo és a Megveszem ezt a nőt!-ből ismert Eduardo Yáñez társaságában. Szabadidejében szívesen motorozik, példaképe pedig saját édesapja. A 2007-es év Gabriel számára nagy munkával telt, ekkor debütált ugyanis a Bajo las riendas del amor című telenovellája, Adamari López és Adriana Fonseca oldalán. A sorozat gyenge nézettségi adatokat mutatott, nem volt olyan sikeres mint Gabriel korábbi munkái. Ebben az évben kapta meg első filmszerepét is, a Ladrón que roba a ladrón („Tolvaj, aki tolvajt rabol”) című filmben, Fernando Colunga és Ivonne Montero oldalán.
2008-ban Gabriel újra visszatért a telenovellák világába, hogy eljátssza a Querida enemiga (Kedves ellenség) című sorozat főszerepét, Ana Layevska oldalán. Párkapcsolatban él Geraldine Bazánnal, aki szintén szerepelt a Bajo las riendas del amor-ban. Egy kislányuk van, Elisa 2009. február 17-én  született. Ugyanebben az évben szerepelt a Sortilegio (Kettős játszma) című telenovellában Jacqueline Bracamontes és William Levy mellett.
2011-ben a La fuerza de destino (A végzet hatalma) című telenovellában Camilo Galván szerepét játszotta Sandra Echeverría és David Zepeda oldalán.
2012-ben megkapta az Un refugio para el amor (Menekülés a szerelembe) című sorozat főszerepét Zuria Vega mellett.
2014. február 19-én  született meg a második kislánya, Alexa Miranda.

## Filmográfia

### Telenovellák
| Év        | Cím                                             | Szerepnév                       | Magyar hang                                              |
| --------- | ----------------------------------------------- | ------------------------------- | -------------------------------------------------------- |
| 1996–1997 | Mi querida Isabel                               |                                 |                                                          |
| 1999      | Acapulco szépe Alma rebelde                     | Vladimir                        | Sótonyi Gábor                                            |
| 2000      | Mi destino eres tú                              | Nicolás                         |                                                          |
| 2000–2001 | Carita de ángel                                 | Rogelio Alvarado Gamboa         |                                                          |
| 2001      | Szeretők és riválisok Amigas y rivales          | Ulises «Szörnyi» Barrientos     | Szűcs Sándor                                             |
| 2002–2003 | A szerelem ösvényei Las vías del amor           | Adolfo Lascuráin                | Karácsonyi Zoltán                                        |
| 2004–2005 | Mujer de madera                                 | Carlos Gómez                    |                                                          |
| 2006      | La verdad oculta                                | David Genovés Ordóñez           |                                                          |
| 2007      | Bajo las riendas del amor                       | Juan José Álvarez               |                                                          |
| 2008      | Kedves ellenség Querida enemiga                 | Alonso Ugarte Solano            | Dányi Krisztián (Zone Romantica) Harcsik Róbert (Story5) |
| 2009      | Kettős játszma Sortilegio                       | Fernando Alanís                 | Czvetkó Sándor                                           |
| 2011      | A végzet hatalma La fuerza del destino          | Camilo Galván                   | Lux Ádám                                                 |
| 2012      | Menekülés a szerelembe Un refugio para el amor  | Rodrigo Torreslanda Fuentes Gil | Lux Ádám                                                 |
| 2013      | Libre para amarte                               | Enrique del Piño                |                                                          |
| 2014      | Qué pobres tan ricos                            | Önmaga                          |                                                          |
| 2014–2015 | Yo no creo en los hombres                       | Maximiliano Bustamante          |                                                          |
| 2015–2016 | Antes muerta que Lichita                        | Santiago de la Vega             |                                                          |
| 2016–2017 | Mámoros szerelem Vino el amor                   | David Robles Bernal             | Czvetkó Sándor                                           |
| 2017–2018 | Caer en tentación                               | Damián Becker                   |                                                          |
| 2019      | Mi marido tiene familia Mi marido tiene familia | Ernesto "Neto" Rey              |                                                          |
| 2019–2020 | Derült égből apa Soltero con hijas              | Nicolás Contreras               | Moser Károly                                             |
| 2021      | A sors keze Te acuerdas de mí                   | Pedro Cáceres                   | Moser Károly                                             |
| 2022      | Válaszutak Amor dividido                        | Max Stewart                     | Moser Károly                                             |
| 2022      | A mostoha La Madrasta                           | Nicolás Escalante               | Moser Károly                                             |
| 2022      | Mi camino es amarte Mi camino es amarte         | Guillermo "Memo" Santos Pérez   |                                                          |
| 2023      | Vencer la culpa Vencer la culpa                 | Leandro Govea                   |                                                          |
| 2025      | Monteverde Monteverde                           | Oscar León                      |                                                          |

### Film
| Év   | Cím                                          | Szerepnév   |
| ---- | -------------------------------------------- | ----------- |
| 2007 | Becsületes tolvajok Ladrón qua roba a ladrón | Aníval Cano |

## TVyNovelas-díj
| Év   | Kategória                                  | Telenovella            | Eredmény |
| ---- | ------------------------------------------ | ---------------------- | -------- |
| 2002 | Legjobb férfi felfedezett                  | Szeretők és riválisok  | Nyertes  |
| 2003 | Legjobb férfi mellékszereplő               | A szerelem ösvényei    | Jelölés  |
| 2005 | Legjobb férfi főszereplő                   | Mujer de madera        | Jelölés  |
| 2010 | Legjobb férfi mellékszereplő               | Kettős játszma         | Jelölés  |
| 2013 | Legjobb férfi főszereplő                   | Menekülés a szerelembe | Jelölés  |
| 2013 | Kedvenc páros és csók (Zuria Vega mellett) | Menekülés a szerelembe | Nyertes  |